# Magdalenià
El magdalenià és una cultura del Paleolític superior que es va estendre per la península Ibèrica i els territoris on actualment hi ha França, Suïssa, i Alemanya.
Es divideix en dos períodes: magdalenià inferior i magdalenià superior, cadascú al seu torn subdividit en tres estadis (I, II i III). A Anglaterra, existeix una cultura paral·lela al final del magdalenià, anomenada creswillià.
A Urtiaga, s'ha trobat un crani que es considerà magdalenià. Té unes característiques cro-magnonoides: índex frontal, vèrtex transversal, maxil·lozigomàtic, artèria parietal i angle basilar (vegeu craniologia i craniometria).
S'han trobat també encluses de pedra, ossos amb mosca, suposats punyals de corn, arpons d'os, candils de cèrvid, perles d'atzabeja i cristalls de quars (probablement, amulets). També s'han trobat algunes pintures, que normalment representen animals amb poques figures humanes. No hi apareixen varetes d'os.